# Suzetrigina
La suzetrigina è un composto chimico di formula C21H20F5N3O4.
Venduta con il marchio Journavx, è classificata come farmaco antidolorifico non oppioide utilizzato per il trattamento del dolore da moderato a grave di breve durata negli adulti.
Appartiene alla classe dei bloccanti selettivi dei canali ionici del sodio voltaggio-dipendenti.

## Storia
La suzetrigina è stata sviluppata da Vertex Pharmaceuticals Incorporated ed è stata ufficialmente approvata per uso medico dalla FDA il 30 gennaio 2025.
Il costo all'ingrosso proposto a partire dal 2025 è di 15,50 USD per dose.

## Caratteristiche
La suzetrigina in condizioni normali si presenta come un solido di colore bianco/biancastro. La sua struttura chimica presenta:
- 2 donatori di legami a idrogeno
- 10 accettori di legami a idrogeno
- 33 atomi pesanti
- 5 legami ruotabili
- 4 elementi stereogenici
- superficie polare = 104 Å²
- massa monoisotopica = 473,13739694 Da

Il composto è praticamente insolubile in acqua.

## Farmacologia

### Farmacodinamica
La suzetrigina è un bloccante selettivo del canale ionico del sodio voltaggio attivato NaV1.8 presente nei nocicettori periferici, inclusi i gangli della radice dorsale.
Bloccando i canali del sodio, la suzetrigina blocca la trasmissione dei segnali dolorosi al midollo spinale e al cervello.
Studi in vitro evidenziano che la suzetrigina inibisce il CYP2C8, il CYP2C9, il CYP2C19, l'OATP1B1, l'OATP1B3 e l'SLC22A8, ma non si attendono interazione significative con altri farmaci. Il composto non inibisce il CYP1A2, il CYP2B6, il CYP2D6, il CYP3A, la UDP-glucuronosiltransferasi, i trasportatori BCRP, OAT1, OCT2, MATE1 e MATE2/K.
La suzetrigina induce il CYP3A e in maniera minore il CYP2B6, il CYP2C8, il CYP2C9, e il CYP2C19. Non induce il CYP1A2.
L'M6-SUZ non inibisce il CYP1A2, il CYP2B6, il CYP2C8, il CYP2C9, il CYP2C19, il CYP2D6, il CYP3A e i trasportatori P-gp, BCRP, OCT2, MATE1 and MATE2/K. Inibisce l'ATP1B1, OATP1B3, OAT1 e l'SLC22A8, ma non si aspettano interazioni significative con altri farmaci.
La suzetrigina non è un substrato della P-glicoproteina, a differenza dell'M6-SUZ.

### Farmacocinetica
Il farmaco viene somministrato per via orale sotto forma di compresse. Va conservato ad una temperatura tra 20ºC e 25ºC.
Il composto viene metabolizzato dal CYP3A4. M6-SUZ, il suo principale metabolita, è 3,7 volte meno potente della suzetrigina come inibitore del NaV1.8.
L'area under the curve a stato stabile è pari a 11,5 µg*h/mL per la suzetrigina e a 34,7 µg*h/mL per l'M6-SUZ.
La concentrazione massima (Cmax) è pari a 0,62 µg/mL (27,7%) per la per la suzetrigina e a 1,5 µg/mL (24,5%) per l'M6-SUZ.
La massima concentrazione plasmatica (Tmax) per la suzetrigina si attesta a 3 ore, mentre per l'M6-SUZ è pari a 10 ore.
La media del valore apparente di distribuzione della suzetrigina è pari a 495 L, mentre non vi sono dati su quello dell'M6-SUZ.
Il legame con le proteine plasmatiche è pari al 99% per la per la suzetrigina e al 96% per l'M6-SUZ.
L'emivita effettiva media è pari a 23,6 ore per la suzetrigina e a 33 ore per l'M6-SUZ. La clearance orale della suzetrigina è pari a 13,9 l/h.
Viene escreta principalmente sotto forma di M6-SUZ tramite le feci (49.9%) e le urine (44.0%). Solo il 9,1% del composto viene escreto nella forma originale ed unicamente attraverso le feci.
La concentrazione iniziale del composto risulta ridotta quando viene assunto insieme ai pasti rispetto all'assunzione a stomaco vuoto.

## Tossicologia
Non sono ancora stati completati studi a lungo termine sugli animali relativi alla carcinogenicità del composto. I risultati del test di Ames indicano che il composto non è mutageno.

## Controindicazioni ed effetti collaterali
I più comuni effetti collaterali del composto sono:
- prurito
- spasmi muscolari
- aumento dei livelli ematici della creatina fosfochinasi
- rash

Ne è contrindicata la somministrazione insieme a forti inibitori e induttori del CYP3A.